# Antoine Bonvalot
Antoine Bonvalot (né le 4 mars 1994 à Épinal) est un gardien de but professionnel français de hockey sur glace.

## Carrière
Antoine Bonvalot commence sa formation au club de Hockey d'Epinal. Pour parfaire sa formation de gardien, il rejoint les Brûleurs de Loups de Grenoble. Là, il joue avec l'équipe U18 puis les U22. Il rejoint l'équipe élite comme second gardien lors de la saison 2012-2013 mais continue de jouer avec les U22. Pendant ce temps il joue aussi avec l'Equipe de France U20 notamment en coupe de la Ligue.
Lors de la saison 2013-2014 avec les Bruleurs de Loups sa place devient plus importante au sein du collectif. Les cages sont gardées tour à tour par Sébastien Raibon ou lui. Lors du Winter Game 2013, il vient à remplacer le gardien titulaire Sébastien Raibon pour le troisième tiers à la suite de ses performances moyennes. Il devient à la suite de cela le gardien titulaire aligné à chaque match par l'entraineur Jean-François Dufour.
À l'issue de la saison 2013-2014, il est élu meilleur espoir de la ligue Magnus.
Après être passé par les Diables rouges de Briançon, puis Les Albatros de Brest entre 2014 et 2016, il rejoint de nouveau les Brûleurs de Loups en avril 2016.
Pour la saison 2019-2020, il s'expatrie au HDD Jesenice en Slovénie avant de revenir en Ligue Magnus les deux saisons suivantes, à Anglet et Nice.
Depuis 2022, il est de retour dans son club formateur à Épinal et évolue en Division 1.

## Statistiques
| Saison    | Équipe                        | Ligue        |    | Saison régulière | Saison régulière | Saison régulière | Saison régulière | Saison régulière | Saison régulière | Saison régulière |     | Séries éliminatoires | Séries éliminatoires | Séries éliminatoires | Séries éliminatoires | Séries éliminatoires | Séries éliminatoires | Séries éliminatoires |
| Saison    | Équipe                        | Ligue        | PJ | Min              | BC               | Moy              | % Arr            | Bl               | Pun              | PJ               | Min | BC                   | Moy                  | % Arr                | Bl                   | Pun                  |                      |                      |
| 2012-2013 | Brûleurs de loups de Grenoble | Ligue Magnus | 3  | 100              | 7                | 4,20             | 86,0             | 0                | 0                | -                | -   | -                    | -                    | -                    | -                    | -                    |                      |                      |
| 2013-2014 | Brûleurs de loups de Grenoble | Ligue Magnus | 16 | 966              | 36               | 2,24             | 91,4             | 0                | 0                | 5                | 272 |                      | 3,30                 | 83,0                 | 0                    | 0                    |                      |                      |
| 2014-2015 | Diables rouges de Briançon    | Ligue Magnus | 8  | 419              | 24               | 3,44             | 88,0             | 0                | 0                | 1                | 60  |                      | 4,00                 | 81,0                 | 0                    | 0                    |                      |                      |
| 2015-2016 | Albatros de Brest             | Ligue Magnus | 12 | 651              | 36               | 3,32             | 89,2             | 1                | 0                | 3                | 91  |                      | 2,64                 | 87,9                 | 0                    | 0                    |                      |                      |
| 2016-2017 | Brûleurs de loups de Grenoble | Ligue Magnus | 15 | 906              | 35               | 2,32             | 91,4             | 1                | 2                | 1                | 20  |                      | 0,00                 | 100                  | 0                    | 0                    |                      |                      |
| 2017-2018 | Brûleurs de loups de Grenoble | Ligue Magnus | 13 | 699              | 39               | 3,35             | 87,2             | 1                | 0                | -                | -   | -                    | -                    | -                    | -                    | -                    |                      |                      |
| 2018-2019 | Brûleurs de loups de Grenoble | Ligue Magnus | 12 | 680              | 20               | 1,77             | 92,5             | 1                |                  | 2                | 120 | 2                    | 1,00                 | 96,4                 | 1                    |                      |                      |                      |
| 2019-2020 | HDD Jesenice                  | Alps HL      | 22 | 1325             | 49               | 2,22             | 92,0             | 4                |                  | -                | -   | -                    | -                    | -                    | -                    | -                    |                      |                      |
| 2020-2021 | Hormadi Anglet                | Ligue Magnus | 11 | 606              | 38               | 3,77             | 90,5             | 1                |                  | -                | -   | -                    | -                    | -                    | -                    | -                    |                      |                      |
| 2021-2022 | Aigles de Nice                | Ligue Magnus | 15 |                  |                  | 3,61             | 89,2             | 0                |                  | -                | -   | -                    | -                    | -                    | -                    | -                    |                      |                      |
| 2022-2023 | Wildcats d’Épinal             | Division 1   | 17 | 980              |                  | 2,76             | 90,8             | 1                |                  | 11               | 680 |                      | 2,27                 | 91,8                 | 0                    |                      |                      |                      |
| 2023-2024 | Wildcats d’Épinal             | Division 1   |    |                  |                  |                  |                  |                  |                  |                  |     |                      |                      |                      |                      |                      |                      |                      |